# Koni de Winter
Koni de Winter (Amberes, 12 de junio de 2002) es un futbolista belga que juega en la demarcación de defensa para el A. C. Milan de la Serie A.

## Trayectoria
Empezó a formarse como futbolista en las filas inferiores del Lierse S. K., del S. V. Zulte Waregem y de la Juventus de Turín hasta que finalmente en 2021 subió al primer equipo. Hizo su debut como futbolista el 23 de noviembre de 2021 en un encuentro de la Liga de Campeones de la UEFA contra el Chelsea F. C. en la fase de grupos, donde sustituyó a Juan Cuadrado en el minuto 80.

## Selección nacional
El 23 de marzo de 2024 hizo su debut con la selección de Bélgica en un amistoso ante Irlanda en el que no hubo goles.

## Estadísticas

### Clubes
Actualizado al último partido disputado el 24 de mayo de 2025.
| Club                       | Div.          | Temporada     | Liga  | Liga  | Copas nacionales | Copas nacionales | Copas internacionales | Copas internacionales | Total | Total |
| Club                       | Div.          | Temporada     | Part. | Goles | Part.            | Goles            | Part.                 | Goles                 | Part. | Goles |
| -------------------------- | ------------- | ------------- | ----- | ----- | ---------------- | ---------------- | --------------------- | --------------------- | ----- | ----- |
| Juventus Next Gen · Italia | 3.ª           | 2021-22       | 28    | 2     | 1                | 0                | —                     | —                     | 29    | 2     |
| Juventus Next Gen · Italia | Total club    | Total club    | 28    | 2     | 1                | 0                | 0                     | 0                     | 29    | 2     |
| Juventus de Turín · Italia | 1.ª           | 2021-22       | 0     | 0     | 0                | 0                | 2                     | 0                     | 2     | 0     |
| Juventus de Turín · Italia | Total club    | Total club    | 0     | 0     | 0                | 0                | 2                     | 0                     | 2     | 0     |
| Empoli F. C. · Italia      | 1.ª           | 2022-23       | 14    | 0     | 0                | 0                | —                     | —                     | 14    | 0     |
| Empoli F. C. · Italia      | Total club    | Total club    | 14    | 0     | 0                | 0                | 0                     | 0                     | 14    | 0     |
| Genoa C. F. C. · Italia    | 1.ª           | 2023-24       | 29    | 0     | 2                | 0                | —                     | —                     | 31    | 0     |
| Genoa C. F. C. · Italia    | 1.ª           | 2024-25       | 25    | 3     | 1                | 0                | —                     | —                     | 26    | 3     |
| Genoa C. F. C. · Italia    | Total club    | Total club    | 54    | 3     | 3                | 0                | 0                     | 0                     | 57    | 3     |
| A. C. Milan · Italia       | 1.ª           | 2025-26       | 0     | 0     | 0                | 0                | —                     | —                     | 0     | 0     |
| A. C. Milan · Italia       | Total club    | Total club    | 0     | 0     | 0                | 0                | 0                     | 0                     | 0     | 0     |
| Total carrera              | Total carrera | Total carrera | 96    | 5     | 4                | 0                | 2                     | 0                     | 102   | 5     |